# Dobrzyń nad Wisłą
Dobrzyń nad Wisłą è un comune urbano-rurale polacco del distretto di Lipno, nel voivodato della Cuiavia-Pomerania.
Ricopre una superficie di 115,44 km² e nel 2007 contava 7908 abitanti.